# Witbandspotlijster
De witbandspotlijster (Mimus triurus) is een vogelsoort uit de familie mimidae.

## Verspreiding en leefgebied
Deze soort komt voor in Argentinië, Bolivia, Brazilië, Chili, Paraguay en Uruguay.